# Jan Ossoliński (kasztelan wiślicki)
Jan Ossoliński, właśc. Jan lub Jaśko z Balic, Goźlic i Ossolina, herbu Topór (zm. 1396) – kasztelan wiślicki, protoplasta rodu Ossolińskich

## Rodzina
Był prawdopodobnie synem Jana z Balic, poświadczonego w roku 1366, a bratem Grzegorza i Prokopa.

## Kariera
- 1387 – świadkuje[b] na dokumencie Władysława Jagiełły wystawionym w Krakowie dla Piotra z Rożnowa,
- 1388 – obejmuje urząd kasztelana wiślickiego po Mikołaju z Bogorii; od tego czasu prawie stale przebywa na dworze królewskim, towarzyszy Jagielle w objazdach kraju,
- 1390 – bierze udział w wyprawie Władysława Jagiełły przeciw księciu litewskiemu  Witoldowi (oblężenie Grodna)[c],
- 1392 – przebywa w Łucku,
- 1393 – uczestniczy w wiecu piotrkowskim, testuje przywilej królowej Jadwigi dla Jana z Tarnowa,
- 25 stycznia 1396 – jest wraz z najwyższymi dostojnikami państwowymi świadkiem na dokumentach Władysława Jagiełły dla królowej Jadwigi, na mocy których otrzymała ona w wianie ziemię kujawską i ruską oraz 2000 grzywien na żupach bocheńsko-wielickich,

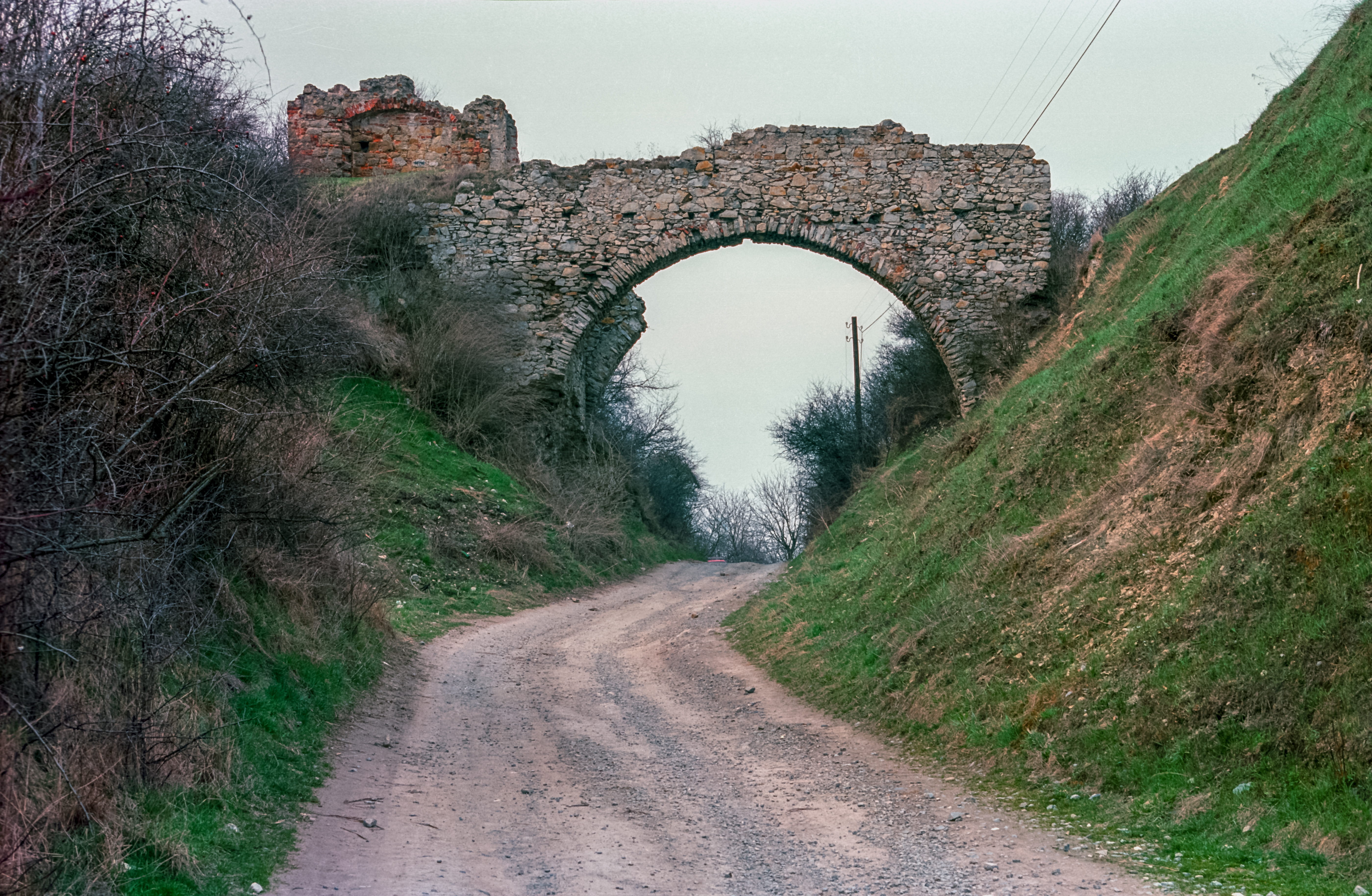
Ruiny zamku w Ossolinie zbudowanego w roku 1633 przez Jerzego Ossolińskiego

- 1396 – w połowie tego roku dochodzi do sporu o granicę Słupczy i Dwikozów z awanturnikiem Grotem ze Słupczy[d]. Ruiny zamku w Ossolinie zbudowanego w roku 1633 przez Jerzego Ossolińskiego[e]  Podczas tego sporu z rąk awanturnika poniósł śmierć kasztelan Jan Ossoliński. Kasztelanię wiślicką jeszcze tego samego roku objął Piotr Rpiszka
- Przed rokiem 1419 odżyły dawne spory Ossolińskich z awanturniczym Grotem ze Słupczy. Za wyrządzone szkody i podpalenie oskarżyli go synowie Jana Ossolińskiego: Jan, kasztelan radomski i Mikołaj, kasztelan wiślicki i wojnicki. Grot obronił się przed sądem przysięgą, a król przeprowadził w roku 1422 między zwaśnionymi jednanie pod zakładem 1000 grzywien[f].